# 제이크 케이브

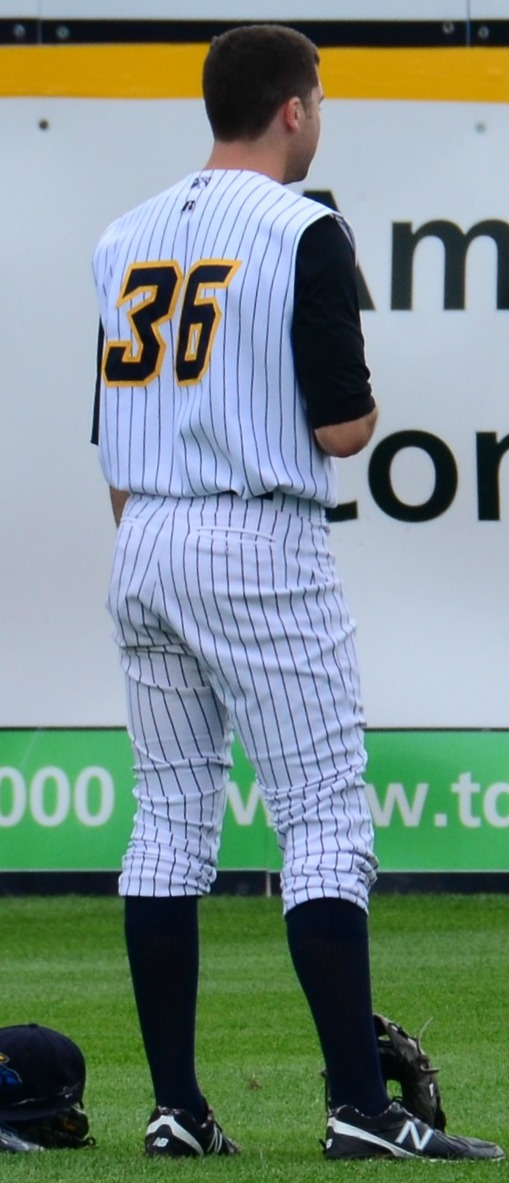

앤드류 제이콥 케이브(영어: Andrew Jacob Cave, 1992년 12월 4일 ~ )은 미국의 야구 선수이자, 현 KBO 리그 두산 베어스의 외야수이다.

## 미국 프로야구 시절
2011년 MLB드래프트에서 6라운드 전체 209순위로 뉴욕 양키스에 825,000만달러로 계약하였다.

## 한국 프로야구 시절

### 두산 베어스시절
2024년 11월 26일 두산 베어스는 총액 100만달러로 계약하였다.